# 67 Asia
Asia (asteroide 67) é um asteroide da cintura principal com um diâmetro de 58,11 quilómetros, a 1,97376596 UA. Possui uma excentricidade de 0,18484185 e um período orbital de 1 376,17 dias (3,77 anos).
Asia tem uma velocidade orbital média de 19,14105441 km/s e uma inclinação de 6,02699954º.
Este asteroide foi descoberto em 17 de Abril de 1861 por Norman Pogson. Seu nome vem da personagem mitológica grega Ásia.